# أبو الثناء الآلوسي
محمود شهاب الدين أبو الثناء الحسيني الآلوسي (1217-1270 هـ)،(1803 - 1854م)، مفسر، ومحدث، وفقيه، وأديب، وشاعر.

## نسبه وسيرته
نسبه: محمود شهاب الدين أبو الثناء بن عبد الله بن محمود بن درويش بن عاشور بن محمد بن ناصر الدين بن حسين بن علي بن حسين بن كمال الدين بن شمس الدين بن محمد بن شمس الدين بن حارس بن شمس الدين بن شهاب الدين بن أبي القاسم بن أمير بن محمد بن بيدار بن عيسى بن أحمد بن موسى بن أحمد بن محمد بن أحمد الأعرج بن موسى المبرقع بن محمد الجواد بن علي الرضا بن موسى الكاظم بن جعفر الصادق بن محمد الباقر بن علي زين العابدين بن الحسين بن علي بن أبي طالب،
يرجع نسبه إلى مدينة آلوس وهي جزيرة في وسط نهر الفرات في محافظة الأنبار، حيث فر إليها جد هذه الأسرة من وجه هولاكو التتري عندما دهم بغداد فنسب إليها. ويرجع نسب عائلته إلى سبط النبي محمد فهي عائلة علوية النسب. وآلوسية في الموطن وبغدادية السكن.
وهو فقيه ومجتهد، تقلد منصب الإفتاء ببلده عام 1248هـ، بموجب الفرمان السلطاني العثماني ثم عزل فانقطع للعلم. وتصدر للتدريس في مدرسة الحاج أمين جلبي في رأس القرية، وفي المدرسة العمرية المعروفة في جانب الكرخ الواقعة باتصال جامع قمرية وفي مدرسة الحاج نعمان الباجة جي في محلة عمّار سبع أبكار، وتولى صدارة التدريس في المدرسة القادرية والمدرسة المرجانية وقد قصد إليه العلماء والفقهاء من سائر أقطار المعمورة، وكان له مجلس حافل في محلة العاقولية من جانب الرصافة يختلف إليه رواد العلم والمعرفة ومن رواد هذا المجلس الشيخ عبد الباقي العمري، والشاعر عبد الغفار الأخرس، والخطاط أحمد أفندي القايمقجي، وقد حفظت أخبار هذا المجلس في كتاب حديقة الورود للشيخ عبد الفتاح الشواف، وللشيخ محمود الآلوسي الأثر الكبير في إنعاش الحركة العلمية في بغداد في عصره، وسافر عام 1262هـ إلى الموصل وإسطنبول، ومر بماردين وسيواس فغاب 21 شهرا، وذهب إلى الباب العالي فأكرمه السلطان عبد المجيد.
ثم عاد إلى بغداد يدون رحلاته ويكمل ما كان قد بدأ به من مصنفاته.
وكان خطاطاً بارعاً دون وخط معظم كتبه بخطه الجميل وقد أخذ إجازة الخط من الخطاط سفيان الوهبي أحد أشهر الخطاطين في بغداد.

## عقيدته ومذهبه
كان سلفي العقيدة، وشافعي المذهب. وقد أثبت صفة العلو لله تعالى في تفسيره فقال: "وتأول بعضهم كل نص فيه نسبة الفوقية إليه تعالى بأن فوق فيه بمعنى خير وأفضل كما يقال: الأمير فوق الوزير والدينار فوق الدرهم. وأنت تعلم أن هذا مما تنفر منه العقول السليمة وتشمئز منه القلوب الصحيحة فإن قول القائد ابتداء: الله تعالى خير من عباده أو خير من عرشه من جنس قوله: الثلج بارد والنار حارة والشمس أضوأ من السراج والسماء أعلى من سقف الدار ونحو ذلك وليس في ذلك أيضا تمجيد ولا تعظيم لله تعالى بل هو من أرذل الكلام فكيف يليق حمل الكلام المجيد عليه وهو الذي لو اجتمع الإنس والجن على أن يأتوا بمثله لا يأتون بمثله ولو كان بعضهم لبعض ظهيرا، على أن في ذلك تنقيصا لله تعالى شأنه ففي المثل السائر:
ألم تر ان السيف ينقص قدره... إذا قيل إن السيف خير من العصا
نعم إذا كان المقام يقتضي ذلك بأن كان احتجاجا على مبطل كما في قول النبي يوسف: أَأَرْبابٌ مُتَفَرِّقُونَ خَيْرٌ أَمِ اللَّهُ الْواحِدُ الْقَهَّارُ [يوسف: 39]، وقولهِ تعالى: آللَّهُ خَيْرٌ أَمَّا يُشْرِكُونَ [النمل:59]، وَاللَّهُ خَيْرٌ وَأَبْقى [طه: 73]، فهو أمر لا اعتراض عليه ولا توجه سهام الطعن إليه، والفوقية بمعنى الفوقية في الفضل مما يثبتها السلف لله تعالى أيضا وهي متحققة في ضمن الفوقية المطلقة، وكذا يثبتون فوقية القهر والغلبة كما يثبتون فوقية الذات ويؤمنون بجميع ذلك على الوجه اللائق بجلال ذاته وكمال صفاته سبحانه وتعالى منزهين له سبحانه عما يلزم ذلك مما يستحيل عليه جل شأنه ولا يؤمنون ببعض ويكفرون ببعض ولا يعدلون عن الألفاظ الشرعية "
وكان في آخر حياته يميل إلى الاجتهاد أو الأخذ بما قام الدليل عليه عنده. وقد بين ذلك في تآليفهِ، وصرح بذلك ابنه نعمان الآلوسي، وحفيده محمود شكري الآلوسي، والمؤرخ العراقي محمد بهجة الأثري في تراجمهم له. وكان يقلد المذهب الحنفي في المعاملات مدة إفتائه، وعرف منه ميله إلى آراء الحنفية في كثير من المسائل الفقهية.
- قال نعمان الآلوسي في كتابهِ جلاء العينين، عند ترجمة المثنين على ابن تيمية من العلماء المتأخرين: «(ومنهم) مفتي مدينة السلام مولانا ووالدنا وأستاذنا أبو الثناء السيد محمود أفندي الشافعي مفتي الحنفية ببغداد الشهير بالآلوسي ابن العلامة ولي الله تعالى بلا نزاع السيد عبد الله أفندي.»[13]
- قال محمود شكري الآلوسي في المسك الأذفر: «وكان في صباه شافعي المذهب، لا يميل لسواه ولا يذهب، وقلد مدة إفتائه الإمام أبي حنيفة في معاملاته، وبقي ما كان عليه في عباداته، وكان بعد عزله يقول، أنا شافعي ما لم يظهر لي دليل.»[14]
- قال محمد بهجة الأثري في أعلام العراق: «وكان عالما باختلاف المذاهب. مطلعا على الملل والنحل والغرائب. سلفي الاعتقاد، شافعي المذهب.»[15]

## تدريسه
بعد الإجازة نال أبو الثناء الآلوسي منصب التدريس في مدرسة الحاج نعمان الباجه جي في محلة نهر المعلى (السبع ابكار حاليا) قبل ذلك كان أبو الثناء مدرس في مدرسة خاله الحاج عبد الفتاح الراوي، وكان خاله مهملا لشؤون مدرسته، لذلك عمل أبو الثناء على نقل طلبته إلى مدرسة الحاج نعمان الباجه جي إذ كانت المدرسة مجهزة بكل ما يلزم لضمان راحة الطلبة ونتيجة لذلك وما حصل من وشاية بين أبو الثناء وخاله الذي ثارت ثائرته، وشن حملة شعواء على ابن أخته شايعه فيها أولاده وإتباعه. ومضى أقارب أبي الثناء وأعداؤه في خصومته إلى حد أنهم أغروا به مفتي بغداد الحنفي والشافعي بحجة انه هجاهما هجاءً مراً، بل ذهبوا ابعد من هذا فأوفدوا إلى والي بغداد داود باشا (1818_1831) مندوباً يقول له: ان أبا الثناء الآلوسي سب ابن حجر العسقلاني أحد أئمة الشافعية علناً في وعظ شهر رمضان ولكن الوالي داود باشا لم يصدق ذلك. بل كان ينظر بعين الارتياح إلى تفوق أبي الثناء الآلوسي؛ لذا أبقاه في منصبه في التدريس. ومع ذلك لم يكن الحاج أمين الباجه جي الذي كان من عرف أدب أبو الثناء وعلمه وفضله ليطمئن إلى بقائه في مدرسة اخيه الحاج نعمان فطلب إليه أن يستقيل من التدريس فيها، وذكر له أنه قائم بإنشاء مسجد ومدرسة، وانه سيطلب تعينه خطيباً وواعظاً في مسجده ومدرساً في مدرسته، ثم أنه وعده أن يدفع له مرتبه مدة انتظاره اكمال المسجد والمدرسة، وقد أنجز أمين الباحة جي وعوده كلها فحسنت حال ابي الثناء وسمت منزلته.
كما عمل أبو الثناء مدرساً في المدرسة القمرية ومسجدها ثم في المدرسة العمرية، وبعدها في مسجد السيدة نفيسة ثم مسجد ال عطا وبعد ذلك في مسجد الحنان.
وقد بقي أبو الثناء مدرس في مدرسة الحاج أمين إلى أن حدث الطاعون، وبعدها نصب للتدريس في المدرسة القادرية.
ولقد اثمرت عناية داود باشا بالشعراء والأدباء فقد وقف أبو الثناء وقفة صادقة إلى جانب داود باشا خلال حصار علي رضا باشا لبغداد في عام 1831.

## مشاركته في ثورة آل جميل
في أوائل سنة 1247هـ 1831م دخل علي رضا باشا (1831_1842) والي بغداد الجديد عنوة بعد أن قمع داود باشا وأرسله مخفوراً إلى إسطنبول، وأساء جنوده السلوك في بغداد فنهبوا الأموال وطلب سكان بغداد إلى علي رضا باشا ان يضرب على ايدي جنوده فلم يفعل فكانت حركة الشيخ عبد الغني آل جميل ضد الوالي الجديد، وكان أبو الثناء زعيم أهل الكرخ في هذه الحركة التي من جرائها القي القبض عليه وجرد من وظائفه وسجن عند نقيب اشراف بغداد، وبعد فترة أفرج علي رضا باشا عن أبو الثناء وعينه واعظاً للحضرة القادرية. وبعد ذلك نشأت بين الاثنين صلة ودية وثيقة بعد أن كان الوالي يحضر وعضه في شهر رمضان فأعجب بفصاحته وسعة حفظه وغزارة اطلاعه وقد وطد أبو الثناء هذه الصلة بشرحه (البرهان في طاعة السلطان) وتقديمه هذا الشرح إلى علي رضا باشا الذي أجازه عليه بتوليته أوقاف مدرسة مرجان التي لا تعطى الا لكبير علماء البلد، واتبع هذا حمل السلطان العثماني محمود الثاني (1808_1839) على منحه رتبة تدريس الأستانة.

## امانة الفتوى والافتاء
كان تعين مفتي الحنفية والشافعية في الولايات العربية يتم ترشيحهم من قبل علماء الدين في الولاية وتتم المصادقة على تعينهم من قبل الوالي، وكانت منزلة المفتي مهمه في المجتمع العراقي بسبب ما يمارسه من إعمال وثيقة الصلة بجانب الديني، ولم يكن المفتي يسلم راتب معينا فالكثير من هم قد عمل في التدريس لكسب عيشهم.
كان منصب الإفتاء في العهد العثماني يوجه في العراق إلى أحد علماء بغداد وفي القرن التاسع عشر عمل جملة من المفتين في بغداد منهم عبد الغني الجميل. والذي اتخذ أبو الثناء الالوسي امين للإفتاء وبعد ثورة الشيخ عبد الغني الجميل على أعوان الوالي علي رضا باشا ابعد عن الإفتاء ووقع الاختيار على أبو الثناء الالوسي فاسند إليه منصب الإفتاء عام 1833. وفي هذه الفترة وردت أسئلة دينية من إيران على علماء بغداد أجاب عنها أبو الثناء فكافأه علي رضا باشا بحمل السلطان على منحه وساماً من ارفع أوسمة الدولة وهكذا ذاعت شهرة أبو الثناء وقصده طلاب العلم من اماكن بعيدة يدرسون عليه ويأخذون عنه وظل وهو في منصب الافتاء يشتغل في التاليف وتدريس العلوم وقضاء حاجات الناس.

## رحلاته إلى الإستانة
بعد نقل علي رضا باشا إلى ولاية دمشق وتعين محمد نجيب باشا (1842_1848) واليا على بغداد الذي عمد على عزل أبو الثناء عن إفتاء بغداد عام 1847، وتجريده من أوقاف مدرسة مرجان عملاً بمشورة بطانته التي أوهمته ان هناك فتنة يقودها مفتي بغداد وان عزله وتجريده من كل ما في يده هو الوسيلة الوحيدة للقضاء على هذه الفتنة في مهدها. وهكذا ساءت حال أبو الثناء وبلغ من العسر حتى باع كتبه وأثاث بيته وعاش بثمنها مدة من الزمن.
عقد النية على السفر إلى الإستانة ليعمل على رفع الحيف الذي وقع عليه فسافر إلى الاستانه وأول ما قصد شيخ الإسلام عارف حكمت وكان هذا ممتعضاً منه بسبب ما بلغه عنه من اقوال مكذوبة، فاستقبله استقبالاً فاتراً، ولكنه استطاع أن يحمل شيخ الإسلام على تغيير موقفه. ولم يطل الوقت حتى دارت بين الاثنين مناقشات ومناظرات علمية أوقفت كلاً منهما على فضل صاحبه فتفاهما واجاز أحدهما الآخر، ونقل أبو الثناء إلى دار الضيافة السلطانية، ثم طلب اليه ان يضع مذكرة بما اقدمه إلى الاستانة يرفعها إلى الصدر الاعظم مصطفى رشيد باشا فوضع أبو الثناء هذه المذكرة وذيلها ببيتين ضمنهما قول ابي فراس الحمداني «لنا الصدر دون العالمين أو القبر»
قصدت من الزوراء صدرا معظما وقد سامني ضر وقد ساءني دهر
فقلت لنفسي والرجاء موفر: «لنا الصدر دون العالمين أو القبر»
ونضر الصدر الأعظم إلى مذكرة أبو الثناء بعين العطف فحمل السلطان على منحه خمسة وعشرين ألف قرش ومثلها مرتبا سنويا ومنحه شيخ الإسلام خمسين ألف قرش من ماله الخاص وعرض عليه قضاء ارضروم، فاباه وهكذا حسنت حال أبو الثناء وعاد إلى بغداد. وقد دون كل ما حدث له في سفره إلى إسطنبول رسالة سماها (نشوة الشمول في السفر إلى إسلامبول) وكل ما حدث له في عودته إلى بغداد في رسالة اسماها (نشوة المدام في العودة إلى دار السلام) كما أنه جمع ما دار بينه وبين شيخ الإسلام عارف حكمت من مناقشات ومناظرات علمية وأمور آخر حدثت له أثناء هذه الرحلة التي استغرقت واحد وعشرين شهرا في كتاب اسماه (غرائب الاغتراب ونزهة الألباب في الذهاب والإقامة والإياب) وفي أثناء عودة أبو الثناء إلى بغداد تعرض في الطريق لتعب شديد في منطقة الزاب أدى إلى إصابته بالحمى النافضة التي كانت تصيبه بين الحين والأخر حتى أودت بحياته في 25 ذي القعدة سنة 1270هـ الموافق 1854م.

## نشاطه الأدبي
كان أبو الثناء ركنا من أركان النهضة الادبية في إنتاجه وفي توجيهه فلم يكن فقيها فقط وانما أديبا أيضا قام بنفسه في تدوين كتب ومؤلفات أدبية خالصة وكان يعد في طليعة أدباء عصره من شعراء وكتاب وكان على علاقة جيدة بهم.
إذ كان له مجلس أدبي حافل في محلة العاقولية من جانب الرصافة من بغداد يختلف اليه رواد العلم والمعرفة والأدب ومن رواد هذا المجلس الشعراء عبد الباقي العمري وصالح التميمي وعبد الغفار الأخرس والمفتي عبد الغني آل جميل والخطاط احمد افندي القايمقجي وادباء الموصل مثل قاسم الحمدي وعبد الله المعروف بباش عالم وغيرهم ومن كربلاء كاظم الرشتى وقاسم الهر وفي النجف والحلة جماعة كبيرة والشيخ جابر السيد راضي القزويني ووالده صالح القزويني ومهدي القزويني وغيرهم.
كان لمجلس أبو الثناء وباقي المجالس الأدبية التي عرفتها بغداد وباقي مدن العراق دوراً مهماً وبالغاً في دفع الحياة الفكرية وإنضاجها، وعلى الرغم من المسحة الأدبية التي كانت تطغى على تلك المجالس، إلاّ أن روادها لم يكونوا بمعزل عن مناقشة المهم من الأمور المتعلقة بالأوضاع السياسية والاجتماعية. وعلى هذا فإن المجالس الأدبية مثلت وسيلة لها قيمتها البالغة في تحفيز المجتمع العراقي نحو الثقافة والعلوم.

## مؤلفاته
- روح المعاني في تفسير القرآن العظيم والسبع المثاني. والمعروف بـ (تفسير الآلوسي)
- نشوة الشمول في السفر إلى إسلامبول وهو عن رحلته إلى الإستانة.
- نشوة المدام في العودة إلى دار السلام.
- غرائب الاغتراب.
- دقائق التفسير.
- الخريدة الغيبية.
- كشف الطرة عن الغرة.
- حاشية قطر الندى.
- شرح سلم المنطق.
- الفيض الوارد في شرح قصيدة مولانا خالد.
- الرسالة اللاهورية.
- الأجوبة العراقية.
- البرهان في اطاعة السلطان.
- الطراز المذهب في شرح قصيدة الباز الأشهب.
- شهى النغم في ترجمة شيخ الإسلام وولي النعم.
- النفحات القدسية.
- حاشية الحنفية على مير أبي فتح.
- الفوائد السنية.
- رسالة في الجهاد.
- المقامات الآلوسية.

وغيرها كثير من الرسائل والمؤلفات المخطوطة والمطبوعة.

## من أولاده
- عبد الله بهاء الدين الآلوسي.
- أحمد شاكر الآلوسي.
- نعمان الآلوسي.
- محمد ثابت.

## وفاته
توفي أبو الثناء الآلوسي في بغداد في 5 ذو القعدة عام 1270هـ/29 تموز عام 1854م. ودفن في مقبرة الشيخ معروف الكرخي.